# Карповичі (Вілейський район)
 Карповичі  (біл. вёска Карпавічы) — село в складі Вілейського району Мінської області, Білорусь. Село підпорядковане Хотеньчицькій сільській раді, розташоване в північній частині області.

## Історія
У 1921–1945 роках село знаходилось у Польщі, у Вільнюській губернії, Вілейського повіту, гміні Хотеньчиці.

## Населення
- 1866 рік - 166 люди, 14 будинки[1]
- 1921 рік - 261 люди, 45 будинки[2].
- 1931 рік - 308 люди, 57 будинки[3].